# Baykar
Baykar é uma empresa privada turca especializada em veículos aéreos não tripulados, C² e inteligência artificial.

## História
A empresa foi fundada em 1986 por Özdemir Bayraktar, com o objetivo de produzir peças automotivas, como motores, bombas de combustível e peças de reposição. A Baykar era constituída 100% de capital nacional até começar a produzir veículos aéreos não tripulados na primeira década do século 21, conforme outras empresas do setor aeronáutico. O Bayraktar Mini UAV foi a primeira aeronave produzida inteiramente com capital turco, sendo incluída nas Forças Armadas da Turquia em 2007. 
Tendo lançado atividades de Pesquisa e Desenvolvimento (P&D) nos anos 2000, a Baykar realizou produções pioneiras em seu campo e, ao produzir subsistemas, conseguiu fornecer apoio técnico à indústria de defesa nacional turca, já que esta cresceu e começou a exportar armas, incluindo drones Baykar.
O portfólio de VANTs avançados da Baykar inclui os Bayraktar Tactical UAS (Bayraktar TB1), Bayraktar TB2 UCAV e Bayraktar Akıncı UCAV. A empresa também está desenvolvendo um carro voador (quadricóptero). O carro, chamado Cezeri, e pesando 230 kg, subiu 10 metros acima do solo nos testes realizados em Istambul em setembro de 2020.
Em 2021, a Força Aérea da Ucrânia usou pela primeira vez um drone Bayraktar TB2 em esforços de guerra na Guerra em Donbas.
Em junho de 2022, um projeto de arrecadação de fundos para a aquisição de um drone realizado por civis simpatizantes da Ucrânia foi lançado na internet, arrecadando 600 milhões de dólares, o suficiente para a compra de 3 drones TB2.

## Produtos
- Baykar Bayraktar Mini UAV
- Baykar Bayraktar TB1
- Baykar Bayraktar TB2
- Baykar Bayraktar Akıncı
- Baykar Bayraktar TB3
- Baykar Bayraktar Kızılelma

## Boicote internacional
Durante a Guerra no Alto Carabaque (2020), drones Bayraktar utilizados pelas Forças Armadas do Azerbaijão começaram a aparecer na mídia internacional como resultado do uso extensivo destes no conflito, o que resultou em uma série de boicotes de empresas internacionais das quais Baykar costumava comprar matérias primas para a fabricação de suas aeronaves. A fabricação doméstica de drones antes daquela guerra dependia de componentes e tecnologias importados e regulamentados, como motores da Áustria (fabricados pela Rotax).

A partir de janeiro de 2021, todos esses componentes foram substituídos por alternativas fabricadas localmente.